# Ricardo Castro Pinto
Ricardo Castro Pinto (Cuzco, 7 de febrero de 1916-ib., 1 de septiembre de 2011) fue un músico, actor y bailarín peruano. Desde muy niño su entorno cotidiano lo forma con un espíritu artístico, amante de la cultura cusqueña y testigo de la evolución social del Cusco en el siglo XX. Falleció a los 95 años a causa de una infección broncopulmonar.

## Inicios
Fue organista de la Parroquia de la Virgen del Rosario de Paucartambo y bailarín de Qapaq Qolla en la fiesta de la Mamacha del Carmen (1938), organista en Quiquijana (Quispicanchis, 1940), fundador del Conjunto Folklórico Cusco de la Corporación Turismo (1941), organista de la Catedral (1943) y miembro de la Asociación Orquestal Cusco y de la Escuela Regional de Música (1945-1946).

## Qosqo Llaqta
En 1950 fue testigo del terremoto que cambiaría para siempre al Cusco y sus habitantes, años en los que se dará espacio para que su trabajo artístico y el de otros cusqueños comience a expandirse y hacerse conocido más allá de la ciudad gracias al espíritu indigenista de la época. En esta década compondría y ejecutaría la música incidental para la película Kukuli del director cusqueño Eulogio Nishiyama y sería actor en el Inti Raymi como Willaq Uma, llegando incluso a interpretar el papel de Inka en 1959, reemplazando a Faustino Espinoza Navarro.
Fundador y director de la Orquesta Típica del Centro Qosqo de Arte Nativo (1958), el Coro Polifónico Municipal Cusco (1965) y fundador de la Asociación Danzas del Tawantinsuyo (1961) con la que realizó giras a nivel nacional y de Sudamérica. En la década del ‘60 ingresa a formar parte de la Academia de la Lengua Quechua, hoy Academia Mayor de la cual fue miembro Emérito.
En la década del '70 participa en la fundación de la Confraternidad del Señor de los Temblores, institución que ha calado en su vida, pues se encuentra motivada por su gran devoción hacia el “Taytacha de los Temblores”. A la llegada del Papa Juan Pablo II, compone la Misa en Quechua que sería ejecutada por el Coro Polifónico Municipal Cusco bajo la dirección de su hijo Samuel Castro Yrrarazábal en la explanada de Sacsayhuaman (1985).
Toda esta experiencia se encuentra plasmada en sus producciones musicales que incluyen música folklórica, villancicos navideños y canciones religiosas andinas, destacando “Noche Buena Imperial” (Iempsa, Lima 1970) y “Navidad en Cusco” (Arion, París 1998).

## Aporte cultural
La dimensión más importante de su trabajo radicó en la captación de las múltiples melodías que el mundo andino contiene y que se han transmitido generacionalmente solo a través del medio oral y colectivo como es el caso del “Apuyaya Jesucristo”, y que puso en partitura escritas difundiéndolas en publicaciones como: “Llaqtanchispa Takin”, “Cantares de mi Escuela” y “Villancicos Cusqueños”. Esta trayectoria ya ha sido reconocida en numerosas ocasiones, recibiendo la Medalla del Consejo Provincial del Cusco de manos del entonces alcalde Dr. Daniel Estrada Pérez (1992) y como centro de homenajes a cusqueños ejemplares dentro de los que destacan los realizados por el diario “El Sol” (2003) y la Asociación Educativa “Khipu” (2005) que lo condecoró como “Khipukamayoq”.
En 2006 fue declarado “Patrimonio Cultural Vivo de la Región” por el Instituto Nacional de Cultura otorgándole la Medalla Garcilaso en reconocimiento a su trayectoria artística.

## Obras
- 2008: Willka Taki I, Taytanchisman Takikuna. Canciones a nuestro señor. Unión Latina, Paris/Lima, 194 pp. ISBN 6034540011, 9786034540019
- 2008: Willka Taki II, Mamanchisman Takikuna. Unión Latina, París, Lima.

### Discografía
- 1970: Noche Buena Imperial. Iempsa, Lima.
- 1998: Navidad en Cusco. Arion, París.